# Saint-Aubin FR
| FR ist das Kürzel für den Kanton Freiburg in der Schweiz. Es wird verwendet, um Verwechslungen mit anderen Einträgen des Namens Saint-Aubin zu vermeiden. |

Saint-Aubin (Freiburger Patois Chin t'Obinⓘ) ist eine politische Gemeinde im Distrikt Broye des Kantons Freiburg in der Schweiz. Der frühere deutsche Name Sankt Albin wird heute nicht mehr verwendet.

## Geographie
Saint-Aubin liegt auf 471 m ü. M., 9 km nordnordöstlich von Payerne (Luftlinie). Das Haufendorf erstreckt sich an aussichtsreicher Lage auf dem leicht nach Süden geneigten Hang nördlich der Broyeebene, im nordwestlichen Freiburger Mittelland.
Die Fläche des 7,9 km² grossen Gemeindegebiets umfasst einen Abschnitt des Höhenrückens, der den Neuenburgersee von der Broyeebene trennt. Der südliche Gemeindeteil liegt in der Broyeebene (rund 435 m ü. M.) und reicht über den kanalisierten Flusslauf der Petite Glâne bis an die Broye. Nach Norden erstreckt sich der Gemeindeboden über den sanft geneigten Hang von Saint-Aubin bis auf den breiten Molassehöhenrücken, wobei die westliche Abgrenzung im Tälchen des Ruisseau des Vaux, die östliche im Talsystem von Les Friques verläuft. Auf der Flur Sur le Mont wird mit 525 m ü. M. der höchste Punkt von Saint-Aubin erreicht. Von der Gemeindefläche entfielen 1997 10 % auf Siedlungen, 6 % auf Wald und Gehölze, 83 % auf Landwirtschaft, und etwas mehr als 1 % war unproduktives Land.
Zu Saint-Aubin gehören die mit Villars-le-Grand zusammengewachsene Ortschaft Les Friques (475 m ü. M.) sowie einige Einzelhöfe. Nachbargemeinden von Saint-Aubin sind Belmont-Broye, Vallon und Delley-Portalban im Kanton Freiburg sowie Missy, Vully-les-Lacs und Avenches im Kanton Waadt.

## Bevölkerung
Mit 1970 Einwohnern (Stand 31. Dezember 2023) gehört Saint-Aubin zu den mittelgrossen Gemeinden des Kantons Freiburg. Von den Bewohnern sind 88,9 % französischsprachig, 6,1 % deutschsprachig, und 1,5 % sprechen Albanisch (Stand 2000). Die Bevölkerungszahl von Saint-Aubin belief sich 1900 auf 664 Einwohner. Im Verlauf des 20. Jahrhunderts pendelte die Bevölkerungszahl im Bereich zwischen 650 und 720 Einwohnern. Erst seit 1960 (650 Einwohner) wurde ein rasches Bevölkerungswachstum verbunden mit einer Verdoppelung der Einwohnerzahl innerhalb von 40 Jahren verzeichnet.

## Wirtschaft
Saint-Aubin war bis in die zweite Hälfte des 20. Jahrhunderts ein vorwiegend durch die Landwirtschaft geprägtes Dorf. Noch heute haben der Ackerbau, der Obstbau und die Viehzucht einen wichtigen Stellenwert in der Erwerbsstruktur der Bevölkerung. An den optimal gegen Süden geneigten Hängen gibt es einige kleine Weinbaugebiete. In der Broyeebene befindet sich ein grosser Gartenbaubetrieb.
Weitere Arbeitsplätze sind im lokalen Kleingewerbe und im Dienstleistungssektor vorhanden. Seit den 1970er-Jahren haben sich einige neue Unternehmen in Saint-Aubin niedergelassen. Im Ort sind heute mechanische Werkstätten, Schreinereien, Betriebe des Baugewerbes und eine Brennerei vertreten. In den letzten Jahrzehnten hat sich das Dorf dank seiner attraktiven Lage auch zu einer Wohngemeinde entwickelt. Viele Erwerbstätige sind deshalb Wegpendler, die hauptsächlich in den Regionen Payerne und Freiburg arbeiten.

## Verkehr

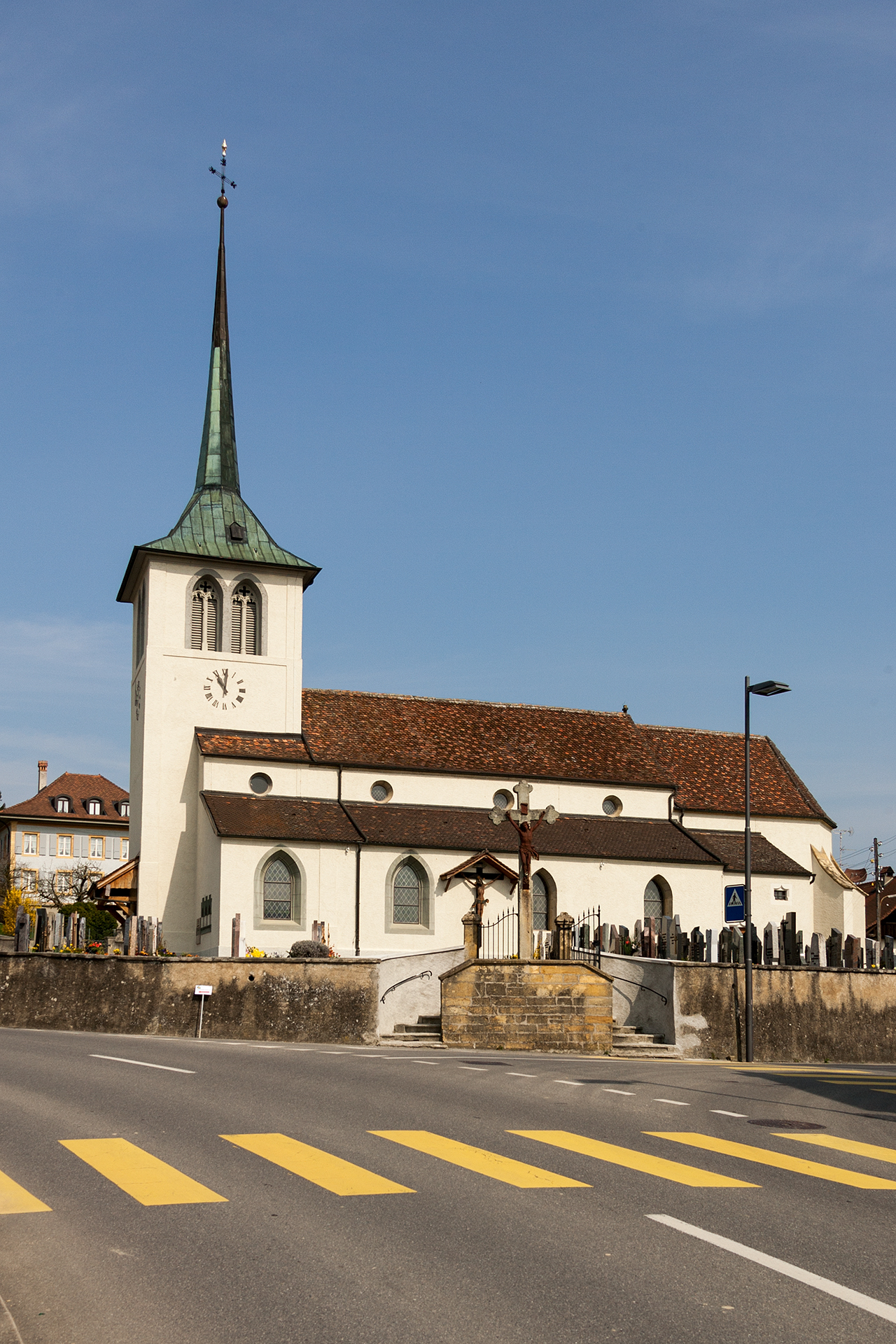
Kirche

Die Gemeinde ist verkehrsmässig gut erschlossen. Sie liegt an der Hauptstrasse von Estavayer-le-Lac nach Avenches oder Cudrefin. Der nächste Anschluss an die Autobahn A1 (Lausanne-Bern), die im Jahr 1997 eröffnet wurde, befindet sich rund 5 km vom Ortskern entfernt. Durch eine Buslinie der Transports publics Fribourgeois, die von Domdidier aus als Rundkurs verkehrt, ist Saint-Aubin an das Netz des öffentlichen Verkehrs angebunden.

## Geschichte
Das Gemeindegebiet von Saint-Aubin war bereits zur Römerzeit besiedelt, was durch den Fund von Ziegeln und Überresten einer Kanalisation nachgewiesen werden konnte. Die erste urkundliche Erwähnung des Ortes erfolgte 1228 unter dem Namen Sanctus Albinus en Willie; der Ort war aber wahrscheinlich schon wesentlich früher bewohnt. Der Ortsname geht auf den im Jahr 550 verstorbenen Bischof Albin von Tours zurück.
Seit dem Mittelalter bildete Saint-Aubin eine eigene kleine Herrschaft, die unter dem Einflussbereich der Grafen von Savoyen stand. Nachdem Bern 1536 das Waadtland erobert hatte, kam das Dorf unter die Herrschaft von Freiburg und wurde in eine eigenständige Vogtei umgewandelt, die nur gerade Saint-Aubin und Les Friques umfasste. Nach dem Zusammenbruch des Ancien Régime (1798) gehörte Saint-Aubin während der Helvetik zum Bezirk Avenches, ab 1803 zum Bezirk Montagny und ab 1830 zum Bezirk Dompierre, bevor es 1848 in den Bezirk Broye eingegliedert wurde. Mit Wirkung auf den 1. Januar 1991 wurde das vorher selbständige Les Friques nach Saint-Aubin eingemeindet.

## Sehenswürdigkeiten

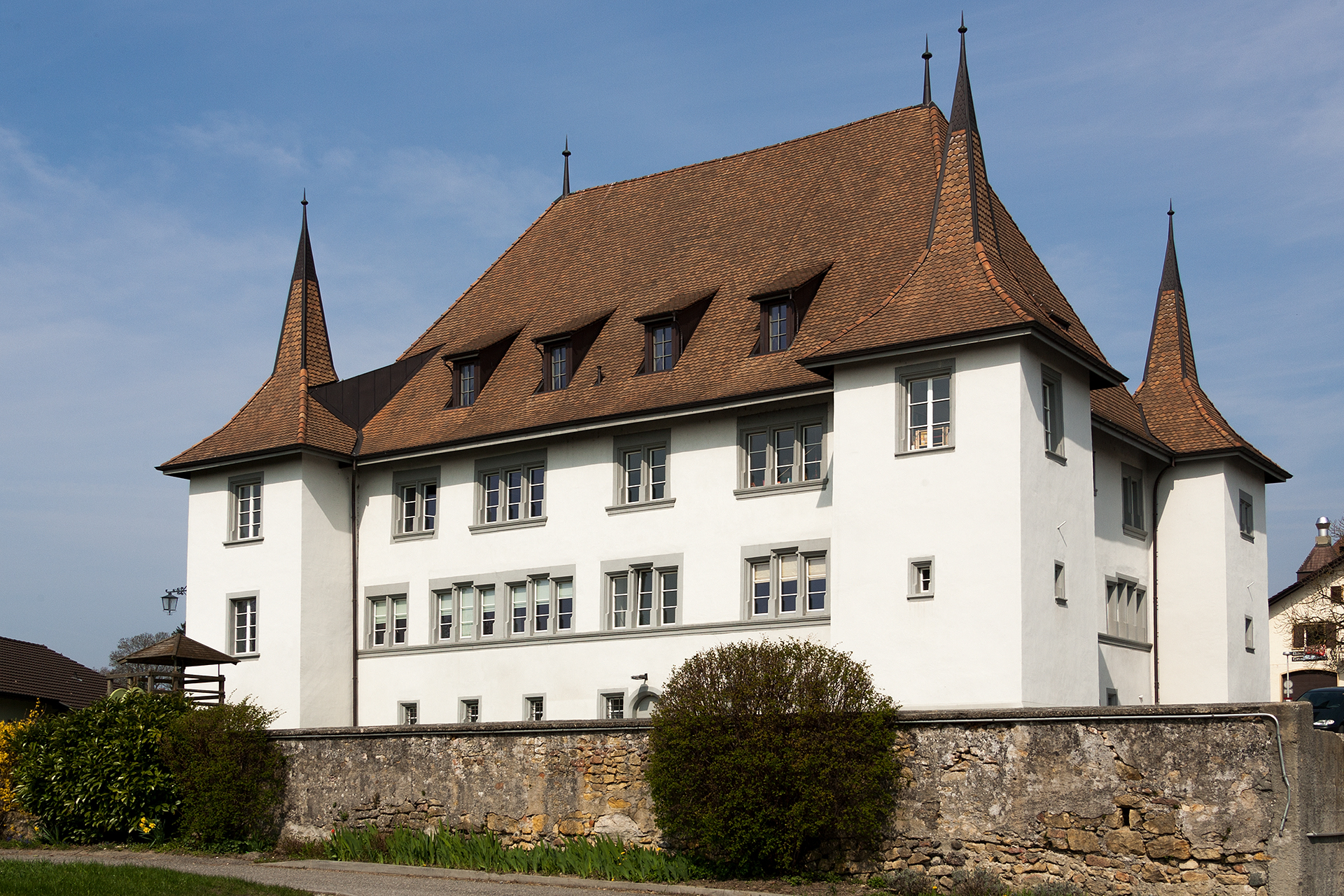
Schloss

Am grossen Dorfplatz steht die katholische Pfarrkirche Saint-Aubin, die bereits im 11. Jahrhundert erwähnt ist. Ihre heutige Gestalt erhielt die Kirche beim Neubau zu Beginn des 16. Jahrhunderts, der Turm wurde 1630 hinzugefügt. Der dreischiffige Bau besitzt einen Polygonalchor und eine teilweise gotische Ausstattung (Tabernakel, Taufbecken).
Gegenüber der Kirche befindet sich das Schloss von Saint-Aubin, das 1631 errichtet wurde. Der massive rechteckige Bau ist von vier quadratischen Ecktürmen und einem polygonalen Treppenturm flankiert. Im Ortskern sind einige stattliche Bauernhäuser aus dem 17. bis 19. Jahrhundert erhalten.